# Solution .45
Solution .45 ([səˈluːʃən], с англ. — «решение») — метал-группа из Швеции, играющая, по преимуществу, в жанрах мелодичный дэт-метал и прогрессив-метал. Коллектив пишет материал наполненный меланхолической атмосферой соединённой с ярко выраженным тяжёлым гитарным звучанием. Большинство текстов группы написаны на тему размышлений о страданиях, пустоте, смысле жизни и личных переживаниях.

## История
Коллектив был основан в 2007 году гитаристом Яни Стефановичем (Miseration) и вокалистом Кристианом Эльвестамом (ex-Scar Symmetry, Miseration), однако к реализации своих идей группа приступила лишь в 2008 году, когда Кристиан Эльвестам окончательно покинул Scar Symmetry и полностью сосредоточился на новом проекте. Видя потенциал в музыке,Кристиан и Яни набирают полную команду, в которую входят барабанщик Ролф Пилве (Stratovarius), гитарист Том Гардинер (Hateform) и бас-гитарист Андерс Эдлунд (Angel Blake). Чуть позже к группе присоединяется ещё один гитарист — Патрик Гардберг (Ammotrack). В 2009 году в свет вышел первый сингл группы под названием «Clandestinity Now», и осенью того же года коллектив приступает к записи дебютного альбома.

### For Aeons Past
Сразу две студии — Germany’s AFM Records и Japan’s Marquee/Avalon Inc, прослушав несколько демозаписей группы, заключают с ней контракт. Продюсером выступает Томас «Плес» Юханссон, до этого уже работавший с Кристианом, когда тот был вокалистом в Scar Symmetry, а для написания текстов пригласили Микаеля Станне из Dark Tranquillity. Запись прошла на студии Panic Room и была законченна в декабре 2009. 9 апреля 2010 года в Европе, а 11 мая в Северной Америке выходит альбом группы под названием «For Aeons Past», который был очень тепло принят критиками и слушателями. В записи так же принял участие гость на клавишных Микко Харкин (ex-Sonata Arctica). Сразу после выхода альбома, коллектив снимает два клипа — на песню «Gravitational Lensing» (25 августа 2010 года) и «Lethean Tears» (30 июля 2010 года). В конце 2011 года группа была приглашена на ProgPower USA festival в Атланте, штат Джорджия, который прошёл в сентябре 2012 года и на этот фестиваль прилетали люди из разных стран, в том числе из Японии. В том же году из группы ушёл басист Андерс Эдлунд.

### Nightmares in the Waking State
Работа над вторым альбомом началась в 2013 году, и тогда было принято решение, что он будет мрачнее и агрессивнее, чем «For Aeons Past». По ходу написания материала велись переговоры со студией AFM Records, и когда договор всё же был заключён, коллектив обнаружил, что демозаписей у них гораздо больше, чем нужно для одного альбома, из чего последовало решение создать двойной альбом. В сентябре 2014 начинается запись песен, но происходит непредвиденное — коллектив покидает гитарист Том Гардинер. Почти в то же время члены группы переживают несколько личных драм — смертей друзей и родственников, что останавливает процесс записи на неопределённый срок. В июне 2015 года группа, наконец, снова собралась вместе и, под руководством всё того же Томаса «Плеса» Юханссона, записывает первую часть своего нового альбома «Nightmares in the Waking State» на студии Panic Room. Как и было обещано, альбом получился мрачнее и тяжелее своего предшественника, однако нисколько не убавил в мелодичности. В августе 2016 года была представлена вторая часть этого альбома, который приобрёл более прогрессивное звучание по сравнению со всеми предыдущими работами коллектива.

## Дискография
- For Aeons Past (2010)
- Nightmares in the Waking State: Part I (2015)
- Nightmares in the Waking State: Part II (2016)

## Состав группы

### Текущие участники
- Кристиан Эльвестам — вокал (Miseration, The Few Against Many, ex-Scar Symmetry).
- Яни Стефанович — гитара, бас-гитара (Miseration, Divinefire, Essence of Sorrow, The Few Against Many).
- Патрик Гардберг — гитара, бас-гитара (Divinefire, Torchbearer, The Few Against Many, Ammotrack).
- Ролф Пильве — ударные (Miseration, Essence of Sorrow, Stratovarius).

### Бывшие участники
- Микко Харкин — клавишные (Symfonia, Kotipelto, ex-Sonata Arctica, Mehida).
- Андерс Эдлунд — бас-гитара (Angel Blake, The Few Against Many).
- Том Гардинер — гитара, бас-гитара (Hateform, ex-Mors Principium Est).